# タントミール
タントミール （Tantomile）は、ミュージカル『キャッツ』に登場する猫。以下の解説は、劇団四季設定による。
- 体毛はワインレッドでおなかから後ろ足内股にかけては白く、黒い首輪をつけている。登場する猫の中では、唯一レッグウォーマー、リストウォーマーをつけていない。
- 劇中では、「セクシーでミステリアスなメス猫」として登場する。
- 劇中ではダンサーの中心的な役割を果たし、バレエを中心とした美しいダンスを披露する。
- 劇中序盤で活躍する「3ガールズ」の一人。
- 劇団四季版の『キャッツ』では、1998年の全面リニューアルの際にそれまでの外見を一新し、全く新しい猫に生まれ変わったため、リニューアルの象徴として扱われた。
- ダンサー専門の俳優が演じることが多い。

## 劇団四季で主に演じている俳優
| 役者名     | 初出演日      | 代数 | 備考 | 他の出演                 |
| ---------- | ------------- | ---- | ---- | ------------------------ |
| 高倉恵美   |               | ?    | 在団 | ボンバルリーナ           |
| 滝沢由佳   |               |      | 退団 |                          |
| 河西伸子   |               |      | 退団 |                          |
| 原田真由子 | 2007年        |      | 在団 | ヴィクトリア、ディミータ |
| 八鳥仁美   | 2008年        |      | 在団 |                          |
| 小川美緒   | 2012年12月9日 |      | 在団 |                          |
| 間辺朋美   | 2015年1月23日 |      | 在団 |                          |
| 宮田愛     | 2015年7月3日  |      | 在団 |                          |
| 野田彩恵子 | 2016年7月16日 |      | 在団 |                          |

※他の出演はキャッツに限る。